# Pelo D'Ambrosio
Sergio D'Ambrosio Robles (Huánuco, 17 de diciembre de 1965), más conocido por su nombre artístico Pelo D'Ambrosio, es un cantante, arreglista y compositor peruano.
Su canción más exitosa es «Lejos de ti» que ha sido vendida y cantada en diferentes países de Latinoamérica y Estados Unidos.

## Biografía
Sus padres son Jorge d'Ambrosio Robles y Carmela Robles Gallardo, es el cuarto de cinco hermanos. Viene de una familia de artistas por parte de su madre quien es una eximia pianista huanuqueña maestra de piano clásico. Asimismo, por parte de su padre posee ascendencia italiana. Es nieto del compositor de música sacra Juan de Dios Robles Templo, quién es cantante y arreglista de la música clásica, y sobrino nieto del musicólogo y reconocido compositor peruano, Daniel Alomía Robles autor del «El cóndor pasa».
Sus inicios musicales fueron formados en casa ya que, con la madriguera musical empezó con la ejecución del piano clásico, posteriormente, en la adolescencia, se nutre de la música popular y se convierte en compositor de diversos géneros.
Su primera composición ganadora y galardonada fue en 1986 (por «El periódico del cielo») donde fue ganador del festival de Huánuco. Su segunda obra ganadora y galardonada fue en 1987 (por «Quiero a mi pueblo») en el festival internacional en Huánuco. Posteriormente, empieza a componer obras musicales entregándole a diversos grupos de su tierra natal. 

## Trayectoria musical
En su trayectoria musical cultivó géneros como la trova, el country en español, rock en inglés y español, diversa música latinoamericana y música andina peruana. Así mismo, fue parte de muchos grupos de rock del centro del Perú en donde, con esfuerzo fundó del legendario grupo huanuqueño The Quispe. Posteriormente, se dedicó de lleno al proyecto "Pata Amarilla" que luego se convertiría en "Pelo D'Ambrosio y la banda Pata Amarilla". Pelo d'Ambrosio asumió como director y creador de las canciones del proyecto Pata Amarilla, en letra música y arreglos de todos los instrumentos (con excepción de las canciones «Rosaura linda» y «Esperaré»).
Su disco "Lejos de ti ", tiene 24 canciones de las cuales muchos grupos y solistas de todo el mundo han usado varias de ellas en su repertorio siendo así una de los discos más vendidos y hasta el día de hoy ha llegado a la cifra récord de 400 versiones grabadas. La misma suerte, sucede con las canciones "Y qué pasó», "He sentido amor», «Esta noche» y «Alpaquitay» las cuales han empezado a tener 150 versiones grabada cada una.
En los últimos 10 años Pelo D’Ambrosio, se ha convertido en el compositor más influyente de los grupos de Sudamérica en diferentes géneros, sumado a esto el éxito de haber ganado la Gaviota de Viña del Mar, en el género internacional como coautor de la canción ganadora  “Ya no más” de Susan Ochoa, el año pasado.
Sus presentaciones en la categoría dada al folclore andino en los últimos tiempos, lo han consolidado como el cantautor en el país. Tuvo participaciones con los Tekis, Kjarkas, Kalamarka, Eva Ayllon y otros grupos de habla hispana.

## Discografía
Lejos de ti (2010)

## Premiaciones
En el año 2012 el éxito para Pelo d'Ambrosio fue total. Su tema "Lejos de ti" fue elegido como la canción más votada en los Premios Luces del Diario El Comercio.
En la edición 2019 ganó la Gaviota de Viña del Mar, como coautor del tema "Ya no más" de Susan Ochoa, en el género Internacional.